# Шене (Марна)
Шене (фр. Chenay) насеље је и општина у североисточној Француској у региону Шампањ-Арден, у департману Марна која припада префектури Ремс.
По подацима из 2011. године у општини је живело 261 становника, а густина насељености је износила 67,1 становника/km². Општина се простире на површини од 3,89 km². Налази се на средњој надморској висини од 189 метара.

## Демографија
| 1962. | 1968. | 1975. | 1982. | 1990. | 1999. | 2011. |
| ----- | ----- | ----- | ----- | ----- | ----- | ----- |
| 247   | 255   | 264   | 291   | 276   | 304   | 261   |

График промене броја становника у току последњих година